# Гнедых, Александр Викторович
Александр Викторович Гнедых (род. 1965) — глава администрации Старооскольского городского округа Белгородской области (2013—2017), государственный советник Российской Федерации 2 класса.

## Биография
Родился 12 декабря 1965 года в селе Шидловка (ныне — Красненского района Белгородской области). Закончил Шебекинский химико-механический техникум.
После окончания в 1991 году экономического факультета Воронежского государственного университета работал в финансовом отделе Старооскольского электрометаллургического комбината, в налоговых органах Старого Оскола.
Около двадцати лет работал в налоговых органах Российской Федерации; в том числе руководил управлениями Федеральной налоговой службы поочерёдно в трёх регионах — Республике Коми (2005—2009), Республике Карелия (2009—2011), Ленинградской области (2011—2013).
28 мая 2013 года был назначен на должность заместителя главы администрации Старого Оскола.
8 сентября 2013 года Александр Гнедых избран главой администрации Старооскольского городского округа. 12 сентября на расширенном заседании Совета депутатов городского округа Александр Викторович принёс присягу и официально вступил в должность.
За образцовое выполнение служебных обязанностей, многолетнюю эффективную государственную службу удостоен звания «Почетный работник ФНС России», награждён знаком «Отличник финансовой работы» Министерства финансов России, медалью «За заслуги» Совета депутатов Старооскольского городского округа.
15 ноября 2017 года Городской совет Старого Оскола отправил в отставку Александра Гнедых, депутаты вменили ему неисполнение обязанностей и нарушение антикоррупционного законодательства в части наличия зарубежных счетов и активов.
В апреле 2018 года возглавил Управление Федеральной налоговой службы по Республике Карелия. В январе 2019 года — региональное управление Федеральной налоговой службы (ФНС) по Санкт-Петербургу.